# Charminar
Charminar, Ćar Minar (devanagari: चार मीनार, nasta'liq: چار مینار, dosł.: Cztery Wieże) – meczet wybudowany w 1591 roku z czterema minaretami o wysokości 53 m i szerokości 30 m. Jest znakiem rozpoznawczym miasta Hajdarabad, stolicy stanu Andhra Pradesh w Indiach.

## Historia
Sułtan Muhammad Quli Qutub Shah, piąty władca z dynastii Qutb Shahi wybudował Charminar w 1591, zaraz po przeniesieniu stolicy z miasta Golkonda do Hajdarabadu. Budowla ta powstała jako dziękczynienie za zwycięstwo w walce z epidemią dżumy w mieście.  Podobno sułtan modlił się o zakończenie epidemii, która niszczyła jego miasto i przysiągł wybudować meczet dokładnie w tym miejscu, jeżeli jego modlitwa zostanie wysłuchana. Nazwa Charminar wywodzi się prawdopodobnie od czterech wież – minaretów – tego meczetu, a dokładniej od słowa char znaczącego w języku urdu oraz w perskim "cztery", a także od arabskiego słowa minar lub manar znaczącego dosłownie "wieża". 
Meczet wzniesiono przy użyciu granitu i kamienia wapiennego połączonego zaprawą wapienną, a także marmuru. Początkowo meczet był ulokowany dokładnie w samym centrum miasta i tak dokładnie zaplanowany, że z każdej z czterech stron meczetu można było dostrzec granice ówczesnego Hajdarabadu. Dzięki temu miejsce, w którym przecinały się obie drogi, a które wypadało dokładnie pod meczetem, było jednym z najbardziej ruchliwych w tamtych czasach. Istnieje także legenda, według której istnieje podziemny korytarz łączący pałac w Golkondzie z Charminarem, które miało potencjalnie służyć jako droga ucieczki w razie niebezpieczeństwa grożącego władcom z dynastii Qutub Shahi podczas oblężenia miasta. Niestety lokalizacja tunelu nie jest znana.

## Architektura
Charminar stanowi jeden z najbardziej efektownych przykładów architektury islamu. Każdy z boków tej budowli mierzy 20 m i w rogu każdego z nich znajduje się wysoki minaret. Każda z tych czterech wież wznosi się na wysokość 53 m, dzięki czemu panuje nad otaczającym ją krajobrazem. Każdy z minaretów ma cztery piętra, odznaczające się dzięki okręgom okien widocznych na zewnątrz. W przeciwieństwie do świątyni Tadź Mahal, cztery wieże Charminaru stanowią część zasadniczej konstrukcji meczetu. Wewnątrz wież umieszczono kręte schody ze 149 stopniami, umożliwiające turystom wspięcie się na najwyższe piętro i podziwianie panoramy miasta.
Właściwy meczet zajmuje ostatnie piętro w czteropiętrowej budowli. Według H.P. Blavatsky'ego, każde z pięter początkowo było pomyślane jako miejsce do nauki, zanim nie zostało przekształcone przez administrację brytyjską w hurtownię opium i likierów.
Każda ze stron budowli ogranicza swymi łukami ogromny plac znajdujący się wewnątrz. Pod każdym z tych łuków przechodzi droga zwana drogą królewską, a ich rozpiętość wynosi 11 m przy wysokości 20 m od wierzchołka do cokołu. Każdy z tych łuków podtrzymuje strop pierwszego piętra meczetu. W 1889 w każdy z łuków zostały zamontowane zegary.
Sklepienie widoczne od dołu wygląda jak kopuła i stanowi podparcie dla dwóch pięter galerii meczetu oraz tarasu leżącego na samej górze, który jest ograniczony balustradą. Główna galeria ma 45 miejsc do modlitwy wraz z dużą przestrzenią z przodu, tak aby w piątkowych modlitwach mogła uczestniczyć większa liczba osób.
Sam meczet jest jednym z najsłynniejszych miejsc w rejonie i przyciąga rzesze turystów oraz pielgrzymów. Dzięki temu w okolicy wykształciło się swoiste, dobrze prosperujące centrum handlowe (Laad Baazar) liczące około 14 000 sklepów.